# Sostenidor

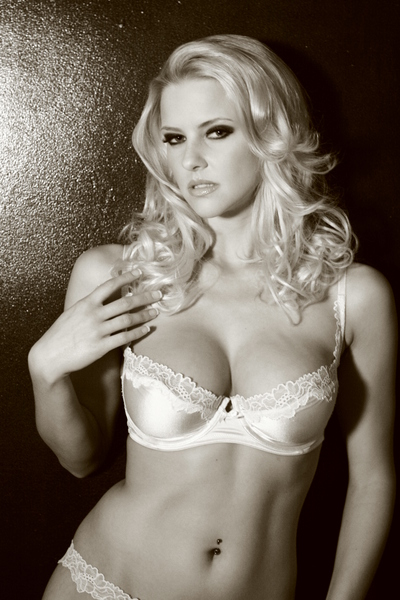
Un sostenidor "de balcó"

Un sostenidor és un element de roba interior femenina que consisteix en dues copes que cobreixen totalment o parcialment el pit com a suport o ocultador.
A més de la connexió de les copes, té generalment dues bandes laterals que se sostenen l'una a l'altra per l'esquena o la part anterior sobre el pit, i dos tirants sobre els muscles, que s'uneixen a les bandes per l'esquena. Altres tipus de sostenidor sostenen sense cobrir el pit, o sense cobrir el mugró (només la part a sota), mentre altres sostenen sense bandes al muscle.
Aquesta peça substituí la cotilla, que consistia en una mena de camisa que sostenia el pit amb cordons (i premia fortament tot el tronc). La introducció del sostenidor és relativament recent. El 3 d'octubre de 1914, Mary Phelps patentà un sostenidor primitiu que seria l'origen de l'actual sostenidor emprat arreu del món. El cinema contribuí a la seua difusió, sent popularitzat per artistes com Jane Russell per a qui Howard Hughes feu dissenyar un sostenidor que projectava el pit de l'actriu cap avant.

## Història
Abans de l'expansió dels sostenidors, se solien emprar cotilles i peces estructurades anomenades "emfatitzadores del bust", fetes amb balenes i puntes. La història de les cotilles indica que van començar a passar de moda l'any 1917, quan es necessitava metall per fabricar tancs i municions per a la Primera Guerra Mundial, i quan la moda dels anys 20 emfatitzava les figures més masculinitzades. Amb el retorn a figures més femenines a la dècada de 1930, la corseteria va mantenir una forta demanda fins i tot en el punt àlgid de la Gran Depressió. La dissenyadora Vivienne Westwood va reintroduir la cotilla com una forma de moda de millorar l'escot el 1985. El 1989, Jean-Paul Gaultier va vestir Madonna amb una cotilla rosa. Aviat Westwood va introduir una variant de costat elàstic que funcionava com a balcó per empènyer l'escot. Segons Rebecca Scritchfield, la popularitat resurgent de les cotilles està impulsada per "la foto a Instagram d'algú amb una cintura petita i pits gegants".
Quan les cotilles van passar de moda, els sostenidors i els encoixinats van ajudar a projectar, mostrar i emfatitzar els pits. L'any 1893, a la neoiorquina Marie Tucek se li va concedir una patent per a un "suport dels pits", descrit com una modificació de la cotilla, i era molt semblant a un sostenidor push-up modern dissenyat per suportar els pits. Consistia en una placa feta de metall, cartó o un altre material rígid amb forma per encaixar contra el tors sota els pits, seguint el contorn. Estava cobert amb seda, lona o una altra tela, que s'estenia per sobre del plat per formar una butxaca per a cada pit. La placa es corbava al voltant del tors i acabava prop de les aixelles.

### Sostenidors primerencs

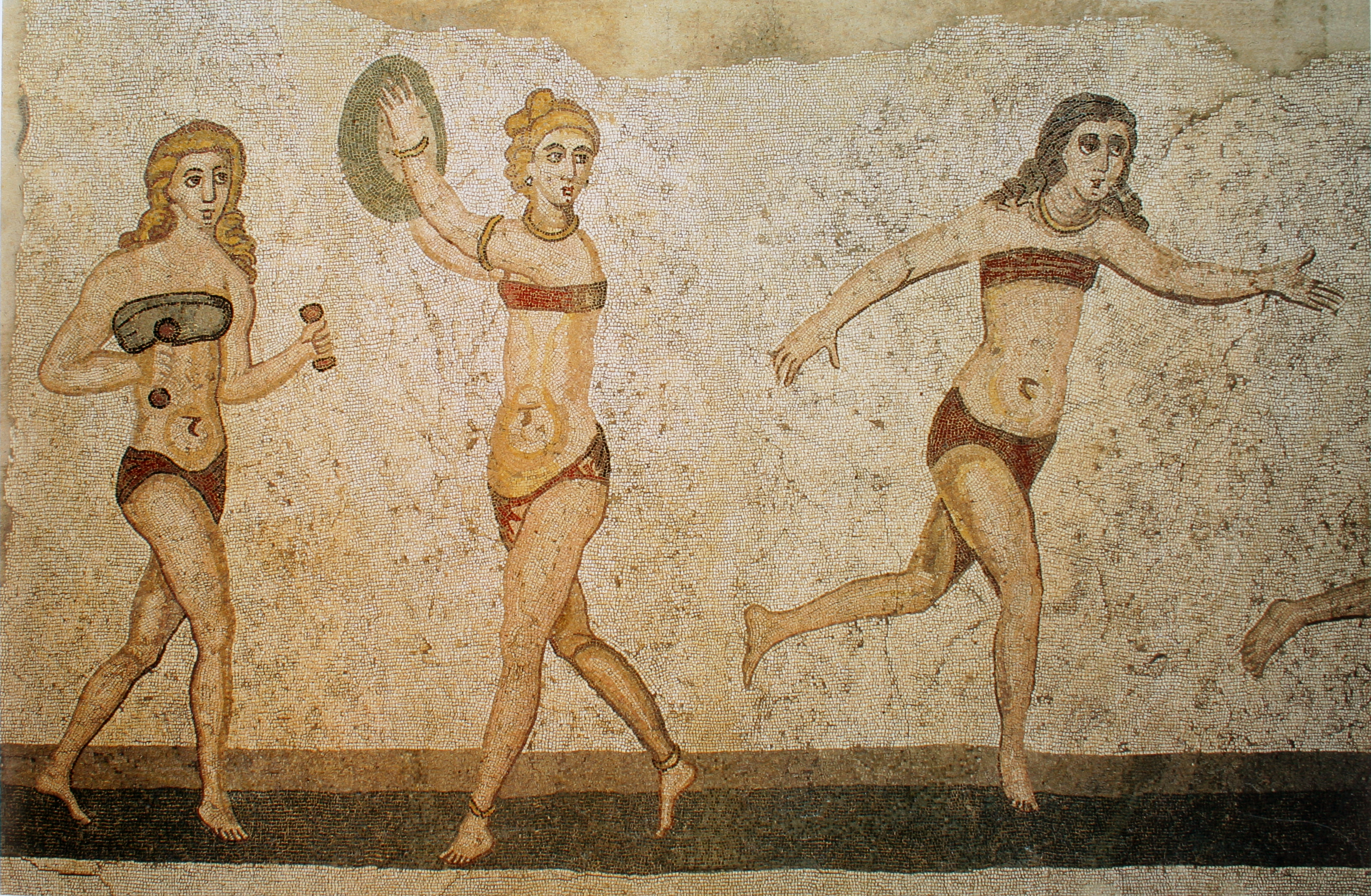
Dones romanes portant una cinta als pits, al Mosaic dels biquinis.

Portar una peça per recolzar els pits pot vindre de l'antiga Grècia. Les dones portaven un apodesmos, més tard stēthodesmē, mastodesmos i mastodeton, tots ells significaven "banda de pit", una banda de llana o lli que s'embolicava als pits i lligada o fixada a l'esquena. Les dones romanes portaven cintes durant l'esport, com les que es mostren al mosaic de la Coronació del guanyador (també conegut com el "mosaic del bikini") a la Vil·la romana del Casale.
Es creu que els fragments de teixits de lli trobats al castell de Lengberg al Tirol oriental a Àustria datats entre 1440 i 1485 eren sostenidors. Dos d'ells portaven copes fetes de dues peces de lli cosides amb tela que s'estenia fins a la part inferior del tors amb una fila de sis traus per subjectar-les amb un cordó o fil. Un tenia dues cintes per a les espatlles i estava decorat amb puntes a l'escot.
A partir del segle xvi, la roba interior de les dones més riques del món occidental estava dominada per la cotilla, que empenyia els pits cap amunt. A finals del segle xix, els dissenyadors de roba van començar a experimentar amb alternatives, dividint la cotilla en múltiples parts: un dispositiu de contenció semblant a una faixa per a la part inferior del tors i dispositius que suspenien els pits des de l'espatlla fins a la part superior del tors.

### Sostenidors moderns
Tot i que el primer sostenidor, una peça de lli i puntes que sembla gairebé exactament com un sostenidor modern, es va descobrir en una col·lecció de principis del segle XV del castell de Lengberg al Tirol, Àustria, no hi ha cap altra evidència de l'ús de sostenidors al segle XV.
El 1914, l'editora, activista i sociality de Nova York Caresse Crosby (nascuda Mary Phelps Jacob) va patentar el primer sostenidor modern. Frustrada amb una cotilla que no parava de sortir-se a través d'un vestit de festa nou, va crear el sostenidor a partir de dos mocadors i una cinta per crear un escot.
Crosby va vendre sostenidors als amics per un dòlar. Aviat tots dos van fundar la Fashion Form Brassière Company, una fàbrica de dues dones a Boston. Crosby va patentar el primer sostenidor com "el sostenidor sense esquena" el 1914. Després de fer uns centenars de sostenidors i algunes comandes dels grans magatzems, el seu marit la va convèncer de tancar l'empresa. Va vendre la patent a The Warner Brothers Corset Company per 1.500 dòlars. En els propers 30 anys, Warner Brothers va guanyar més de 15 milions de dòlars amb el disseny.

Segons Cadolle Lingerie House, Herminie Cadolle, una inventora francesa, va ser la primera inventora a patentar el sostenidor modern, anomenat "corselet-gorge", roba interior que separava la part superior del sostenidor de la cotilla inferior, el primer pas cap a la sostenidor modern. Una llegenda urbana que el sostenidor va ser inventat per un home anomenat Otto Titzling («sling de tits») que va perdre una demanda amb Phillip de Brassière («omple el brassière») es va originar amb el llibre de 1971 Bust-Up: The Uplifting Tale of Otto Titzling i el desenvolupament del sostenidor i es va propagar en una cançó còmica de la pel·lícula Beaches.
La meitat de les patents presentades per al disseny i fabricació del sostenidor van ser creades per dones. L'alemanya de Dresden, Christine Hardt, va patentar el primer sostenidor modern el 1899. Sigmund Lindauer de Stuttgart-Bad Cannstatt, Alemanya, va desenvolupar un sostenidor per a la producció en massa i el va patentar el 1912. Va ser produït en massa per Mechanische Trikotweberei Ludwig Maier und. Cie. a Böblingen, Alemanya. Als Estats Units, Mary Phelps Jacob va rebre una patent el 1914 per al primer disseny de sostenidors que es reconeix com la base dels sostenidors moderns. La producció massiva a principis del segle xx va fer que la peça de roba fos àmpliament disponible per a dones als Estats Units, Anglaterra, Europa occidental i altres països influenciats per la moda occidental. L'escassetat de metalls a la Primera Guerra Mundial va fomentar la fi de la cotilla.
El desenvolupament del sostenidor amb varetes va començar a la dècada de 1930, tot i que no va guanyar una gran popularitat fins als anys 50, quan el final de la Segona Guerra Mundial va alliberar metall per a ús domèstic. L'aviador i cineasta Howard Hughes va dissenyar un prototip per a un sostenidor aerodinàmic amb varetes per a Jane Russell quan va filmar The Outlaw el 1941. Els sostenidors de la dècada de 1940 deixaven una quantitat substancial de teixit al centre, creant així una separació de pits en comptes de l'escot d'avui. Frederick Mellinger de Frederick's of Hollywood va crear el primer sostenidor encoixinat el 1947, seguit d'un primer sostenidor push-up un any més tard (anomenat "The Rising Star").
Un sostenidor encoixinat afegeix material (escuma, silicona, gel, aire, líquid, etc.) a les copes perquè els pits es vegin més grans. Hi ha diferents dissenys, des d'una lleugera elevació fins a un efecte molt empès cap amunt, que proporcionen cobertura i suport, amaguen mugrons, donen forma als pits que estan allunyats i afegeixen comoditat. El farciment graduat utilitza més farciment a la part inferior de les copes que s'afina gradualment cap a la part superior. També hi ha sostenidors semi-encoixinats que s'adapten als vestits de coll profund. Amb l'arribada dels sostenidors encoixinats, les vendes de coixinets extraïbles van caure, tot i que alguns sostenidors encoixinats també tenen insercions extraïbles. L'actriu Julia Roberts va haver de portar un sostenidor farcit de gel de silicona fet a mida per a la pel·lícula Erin Brockovich per tal d'augmentar el seu escot.
Els sostenidors van ser fabricats inicialment per petites empreses productores i subministrats als minoristes. El terme "copa" no es va utilitzar fins al 1916, i els fabricants confiaven en copes extensibles per adaptar-se a pits de diferents mides. Les dones amb pits més grans o caiguts tenien l'opció de sostenidors de línia llarga, esquena construïda, insercions en forma de falca entre les copes, corretges més amples, Lastex, bandes fermes sota la copa i desossament lleuger.
L'octubre de 1932, el S.H. Camp and Company van correlacionar la mida i la pendulitat dels pits amb les lletres A a D. La publicitat de Camp presentava perfils de pits etiquetats amb lletres al número de febrer de 1933 de Corset and Underwear Review. El 1937, Warner va començar a incloure la mida de la copa als seus productes. Les bandes ajustables es van introduir amb múltiples tancaments de ganxos a la dècada de 1930. Quan va acabar la Segona Guerra Mundial, la majoria de les dones conscients de la moda a Europa i Amèrica del Nord portaven sostenidor, i les dones d'Àsia, Àfrica i Amèrica Llatina van començar a adoptar-lo.

#### Décades de 1960-1980
A la tardor de 1963 i la primavera de 1964, les tendències de la moda occidental estaven dominades pels escots profunds, mentre que els espectadors estaven encantats per pel·lícules com Tom Jones que representaven "escots agressius". Els fabricants de roba interior i modelatge com Warner Brothers, Gossard, Formfit i Bali van aprofitar l'oportunitat per comercialitzar sostenidors d'escot profund. Unsostenidors d'escot profund cobreix els mugrons i la part inferior dels pits mentre deixa la part superior nua, per la qual cosa és adequat per a tops de tall baix i colls en forma de V profunds. També té una gaia central més baixa, més curta i més estreta que manté el suport mentre augmenta l'escot permetent que la gaia caigui uns quants centímetres per sota de la meitat dels pits. Els sostenidors d'escot profund es presenten en diferents profunditats que proporcionen un gran escot. Com un sostenidor push up, aquests tenen una mica de farciment i proporcionen suport, a més d'ajudar a unir els pits i crear un escot. Bali i Vassarette també van comercialitzar sostenidors d'encaix que maximitzaven l'escot.
El primer sostenidor push-up va ser creat el 1964 per la canadenca Louise Poirier i patentat per Wonderbra (marca registrada el 1935), llavors propietat de Canadelle, una empresa de roba interior canadenca, el 1971. Un sostenidor push up està dissenyat per pressionar els pits cap amunt i més junts. per donar un aspecte de ser més grans amb l'ajuda de copes encoixinades, que es diferencien d'altres sostenidors encoixinats en la ubicació dels coixinets. Deixa descoberta la zona superior i interna dels pits afegint més escot. Aquests estan disponibles en molts dissenys i totes les mides, des de la A fins a la E. La majoria dels sostenidors push-up tenen cables interiors per a més elevació i suport, mentre que el farciment està fet habitualment d'escuma.

#### 1990-present
La marca Wonderbra va ser adquirida, l'any 1994, per Sara Lee Corporation i, des de 2006, llicència a HanesBrands Inc i Sun Capital per a diferents mercats. Tenia 54 elements de disseny, incloent una copa de tres parts, cables interiors, una part posterior inclinada de precisió, corretges rígides i "galetes" extraïbles. Quan va aparèixer per primera vegada el sostenidor d'escot profund push-up al mercat estatunidenc, un Wonderbra es venia cada 15 segons, la qual cosa va generar una venda el primer any de 120 milions de dòlars. El sostenidor es va convertir en una de les peces de roba interior més complexes mai creades.
El 1994, l'escot de la supermodel Eva Herzigova fotografiada per Ellen von Unwerth per a la controvertida campanya publicitària de Wonderbra Hello Boys va ajudar a donar forma a l'ideal de la dona, una experiència que Herzigova va descriure com "empoderadora". L'any 1999, el cartell publicitari es va situar en la 10a posició del concurs Cartell del segle elaborat per la revista comercial Campaign. El 2011, va ser votada com la millor campanya publicitària de tots els temps en una enquesta de l'Outdoor Media Centre i el portal de publicitat i màrqueting, i es va presentar en una exposició al Victoria and Albert Museum. Va ajudar a posar la marca al capdavant de la competència de l'escot després de 30 anys de relativa irrelevància. El primer divendres de cada abril a Sud-àfrica, el venedor de sostenidors Wonderbra patrocina un National Cleavage Day.
El minorista de roba interior més gran dels Estats Units, Victoria's Secret, va ser creat per Roy Raymond, un antic alumne de Stanford, a San Francisco a finals de la dècada de 1970 amb un atractiu similar. Victoria's Secret Angels va celebrar la seva primera desfilada de moda al Plaza Hotel de Nova York l'any 1995. Fins i tot marques tradicionals, que produïen copes puntejades d'estil dels anys 50, esquena baixa, davantera baixa i sense tirants, com Maidenform es van unir a la competició el 1995. L'any 1999 l'esdeveniment va ser transmés per Internet per primera vegada. L'any 2001, l'esdeveniment s'emetia a la televisió amb 12 milions d'espectadors per a la primera emissió. Altres fabricants de roba interior com Frederick's of Hollywood i Agent Provocateur també es van unir a la competència en aquell moment, i el primer va introduir un disseny anomenat Hollywood Extreme Cleavage Bra que va ajudar a donar la impressió d'un escot esfèric com els pits augmentats que va ser popularitzat per estrelles com Pamela Anderson.

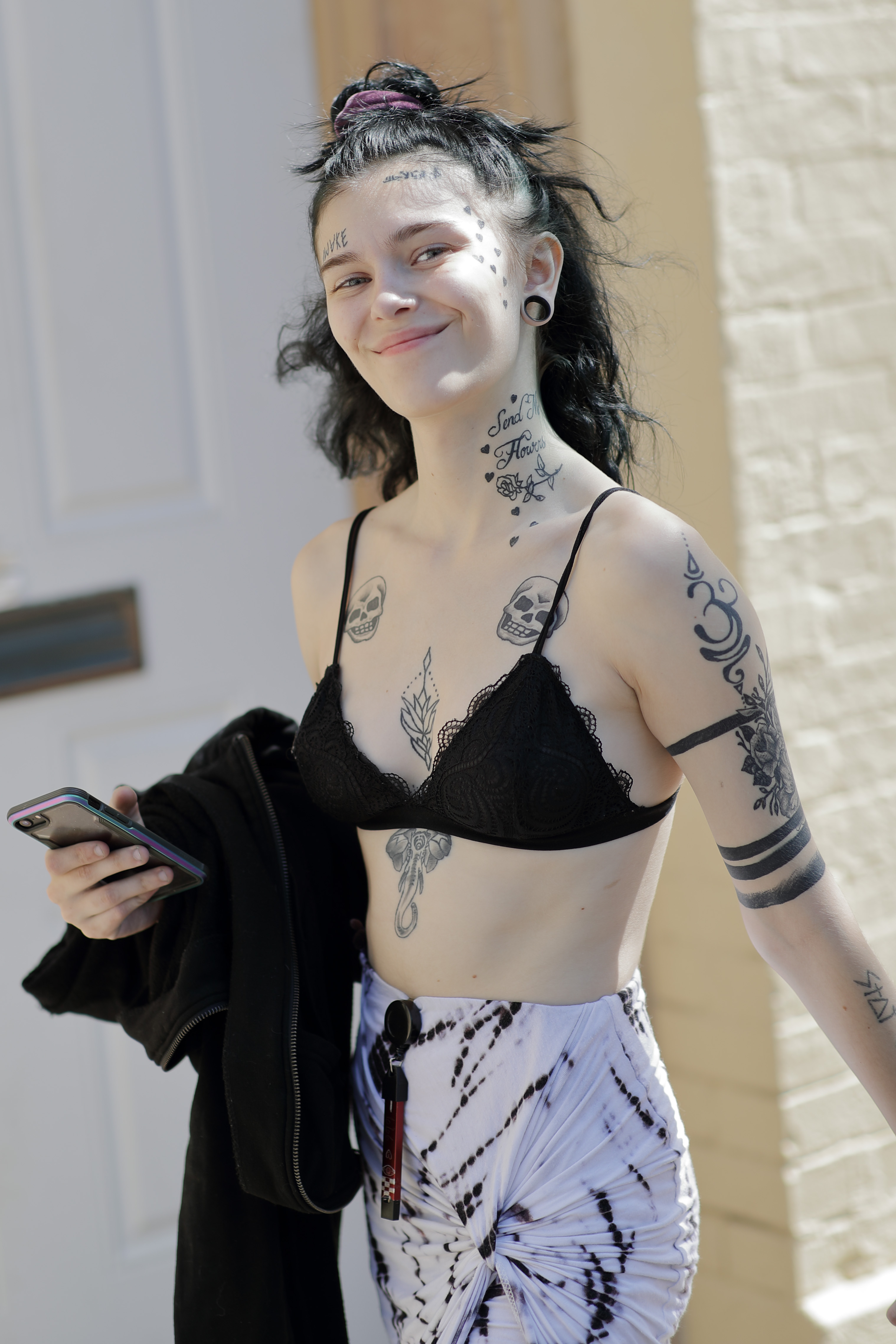
Bralette utilitzada com a roba exterior

El sostenidor amb varetes utilitza un filferro cosit a la tela del sostenidor i sota cada copa, des del centre fins a sota l'aixella de l'usuari. Ajuda a aixecar, separar, donar forma i recolzar els pits. Aquests sostenidors utilitzen una tira fina de metall, plàstic o resina, normalment amb un recobriment de niló als dos extrems. Alguns estils de sostenidors amb varetes també vénen en versions de copa suau. Els sostenidors amb varetes representaven el 60% del mercat de sostenidors del Regne Unit l'any 2000 i el 70% el 2005. Segons les indústries de fabricants de roba interior de Nova York, el 2009 al voltant del 70% de les dones que porten sostenidors porten sostenidors amb varetes. El 2001, el 70% (350 milions) dels sostenidors venuts als Estats Units eren sostenidors amb varetes. L'any 2005, els sostenidors amb varetes van ser el segment de més ràpid creixement del mercat. Hi ha hagut queixes que aquests restringeixen el flux de sang i líquid limfàtic al voltant dels pits impedint el drenatge de toxines, tot i que no hi ha proves d'això.
A la dècada següent, especialment a partir dels confinaments de la COVID-19, les bralettes i els sostenidors suaus van començar a substituir els sostenidors amb varetes i encoixinats a causa de la seva major comoditat, de vegades també servint com a roba exterior. Al mateix temps, la popularitat de marques com Victoria's Secret va disminuir significativament. Segons Sarah Shotton, directora creativa d'Agent Provocateur, "Ara es tracta més del cos atlètic, la salut i el benestar", que "de la mirada masculina", mentre que segons el dissenyador de llenceria independent Araks Yeramyan "Va ser #MeToo qui va catapultar el moviment bralette cap al que és avui". Algunes bralettes encara ofereixen encoixinat lleuger, suport inferior o escot profund.

## Talles i copes
Comercialment, s'empren lletres per a designar la grandària de les copes:
- Copa A = Pit petit
- Copa B
- Copa C
- Copa D = Pit gros

Mida de la talla:
Tant a l'Estat Espanyol com al Francès, el sistema d'amidar la talla és el mateix, i té la referència "ESP" o "FRA". Es calcula en funció de la mida sota pit (perímetre del tòrax amidat just davall del pit) i se'l sumen a aquesta mida 15 cm. Després cal normalitzar-la aproximant, per exemple si s'amida 74 centímetres sota pit, i la talla és 74+15= 89cm, la talla aproximada seria la 90, mentre si s'amida 79, 79+15=94, i la talla seria la 95.

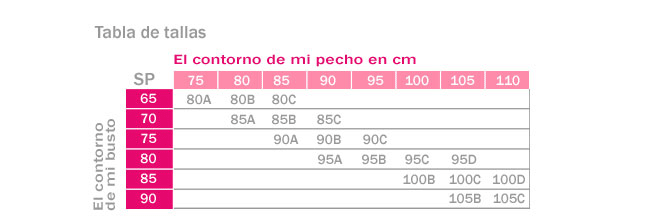
Taula de talla i copa recomanades

Altres sistemes d'amidament, per exemple l'europeu o internacional, no sumen 15 cm al contorn del pit, de tal forma que una talla 75 europea és igual a una 90 francesa o espanyola. En acabant, els sistemes americans o britànics hi sumen 4 o 5 polzades a la mida del contorn sota pit per obtenir la talla. Les taules d'equivalència són:
| EU     | 70 | 75 | 80 | 85  | ... |
| FR/ESP | 85 | 90 | 95 | 100 | ... |
| USA    | 32 | 34 | 36 | 38  | ... |

i així successivament.

### Mides de la copa
Les copes es calculen mitjançant el contorn del pit (perímetre del tòrax amidat arran del mugró). Per descobrir la copa cal restar a la mida a l'altura del mugró, la mida del tòrax per sota del pit (sense sumar-hi en aquest cas els 15 cm). Aquesta mida resultant donarà entre 12 cm, per a les copes "A" i 38 cm per a la copa "J", com es veu en aquesta taula:

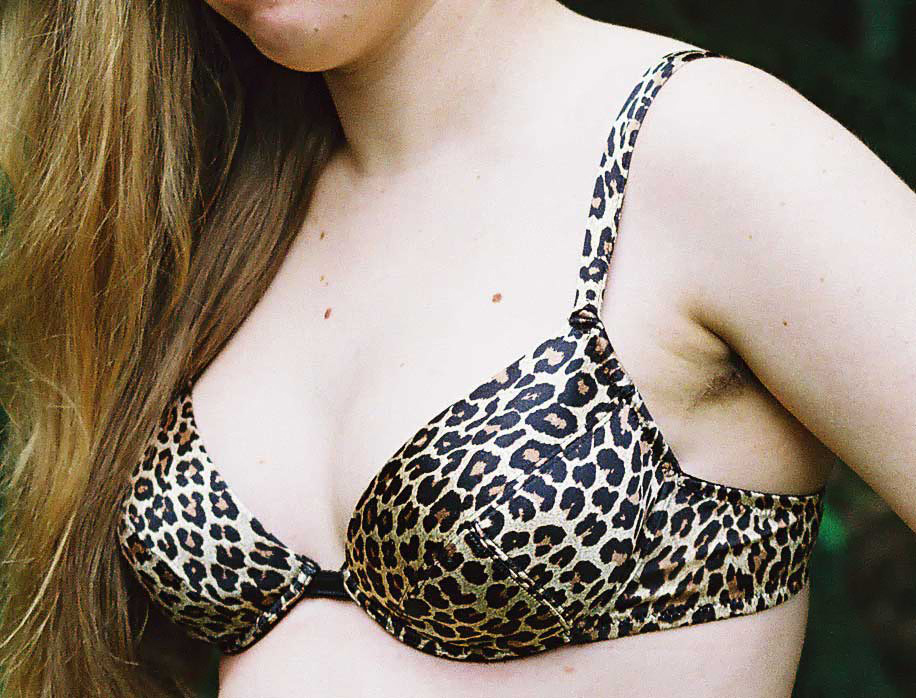
Vista de davant d'un sostenidor

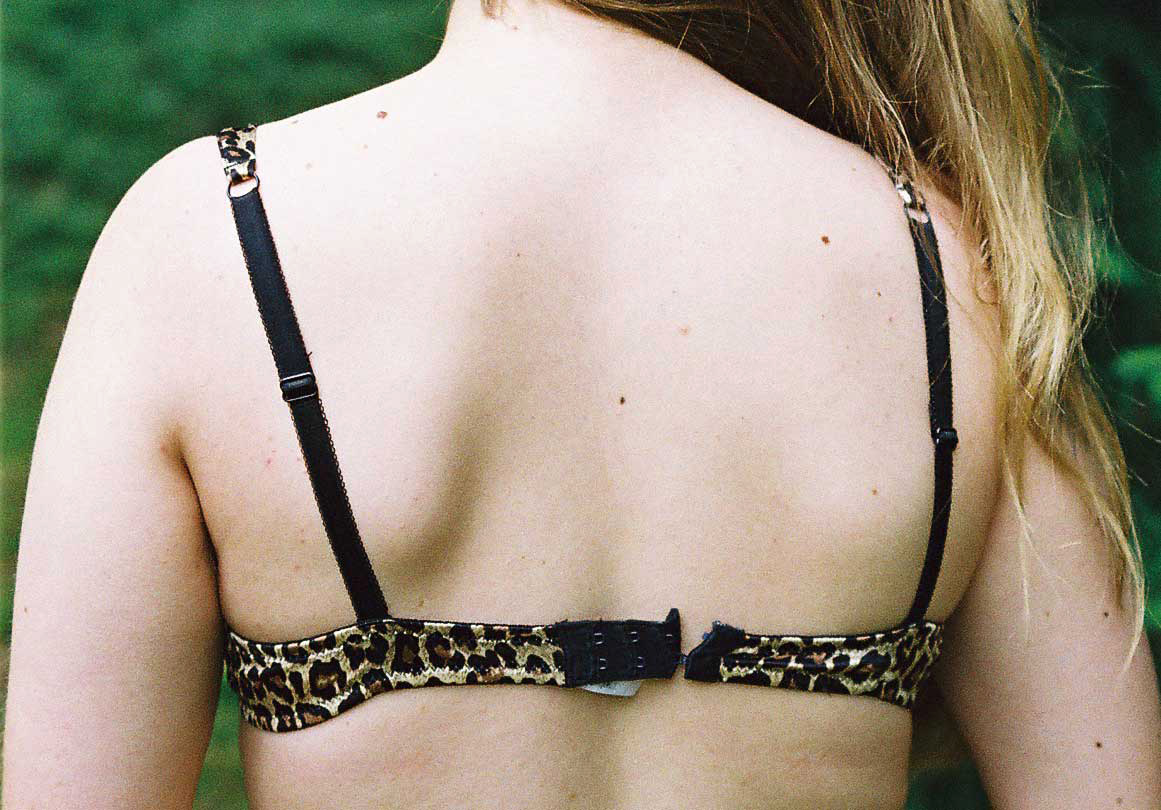
Vista de darrere

Copes
| 11-13 | 14-16 | 17-19 | 20-22 | 23-25 | 26-28 | 29-31 | 32-34 | 34-37 | 37-40 | Cm   |
| A     | B     | C     | D     | E     | F     | G     | H     | I     | J     | Copa |

|       | Mides sota pit en cm | Mides de contorn de copa en cm | Mides de contorn de copa en cm | Mides de contorn de copa en cm | Mides de contorn de copa en cm |
| Talla | Mides sota pit       | Copa A                         | Copa B                         | Copa C                         | Copa D                         |
| ----- | -------------------- | ------------------------------ | ------------------------------ | ------------------------------ | ------------------------------ |
| 85    | 68 72                | 81 83                          | 84 86                          | 87 89                          | 90 92                          |
| 90    | 73 77                | 86 88                          | 89 91                          | 92 94                          | 95 97                          |
| 95    | 78 82                | 91 93                          | 94 96                          | 97 99                          | 100 102                        |
| 100   | 83 87                | 96 98                          | 99 101                         | 102 104                        | 105 107                        |
| 105   | 88 92                | 101 103                        | 104 106                        | 107 109                        | 110 112                        |
| 110   | 93 97                | 106 108                        | 109 111                        | 112 114                        | 115 117                        |
| 115   | 98 102               | 111 113                        | 114 116                        | 117 119                        | 120 122                        |
| 120   | 103 107              | 116 118                        | 119 121                        | 122 124                        | 125 127                        |

| Diferències talles pit i talla sotapit polzades | talla pit i talla sotapit centímetres | Talla de copa (RU i Austràlia) | Talla de copa (resta d'Europa i EUA) |
| ----------------------------------------------- | ------------------------------------- | ------------------------------ | ------------------------------------ |
| Menys d'una polzada                             | 0 cm                                  | AA                             | AA                                   |
| 1 polzada                                       | 2,5 cm                                | A                              | A                                    |
| 2 polzades                                      | 5 cm                                  | B                              | B                                    |
| 3 polzades                                      | 7,62 cm                               | C                              | C                                    |
| 4 polzades                                      | 10,16 cm                              | D                              | D                                    |
| 5 polzades                                      | 12,7 cm                               | DD                             | E o DD                               |
| 6 polzades                                      | 15,24 cm                              | E                              | F o DDD                              |
| 7 polzades                                      | 18 cm                                 | F                              | G                                    |
| 8 polzades                                      | 20 cm                                 | FF                             | H                                    |
| 9 polzades                                      | 23 cm                                 | G                              | I                                    |
| 10 polzades                                     | 25,5 cm                               | GG                             | J                                    |
| 11 polzades                                     | 28 cm                                 | H                              | K                                    |
| 12 polzades                                     | 30,5 cm                               | HH                             | L                                    |
| 13 polzades                                     | 33 cm                                 | J                              |                                      |
| 14 polzades                                     | 35,5 cm                               | JJ                             |                                      |

## Menes de sostenidors
- Sostenidors amb alça o sostenidors d'augment (ang. push-up bra) : sostenidors que realcen l'escolladura i el volum dels pits.